# Complesso monumentale di Santa Croce e Tutti i Santi
Il complesso monumentale di Santa Croce e Tutti i Santi, voluto e fondato da san Pio V, si trova a Bosco Marengo nei pressi di Alessandria.

## Storia

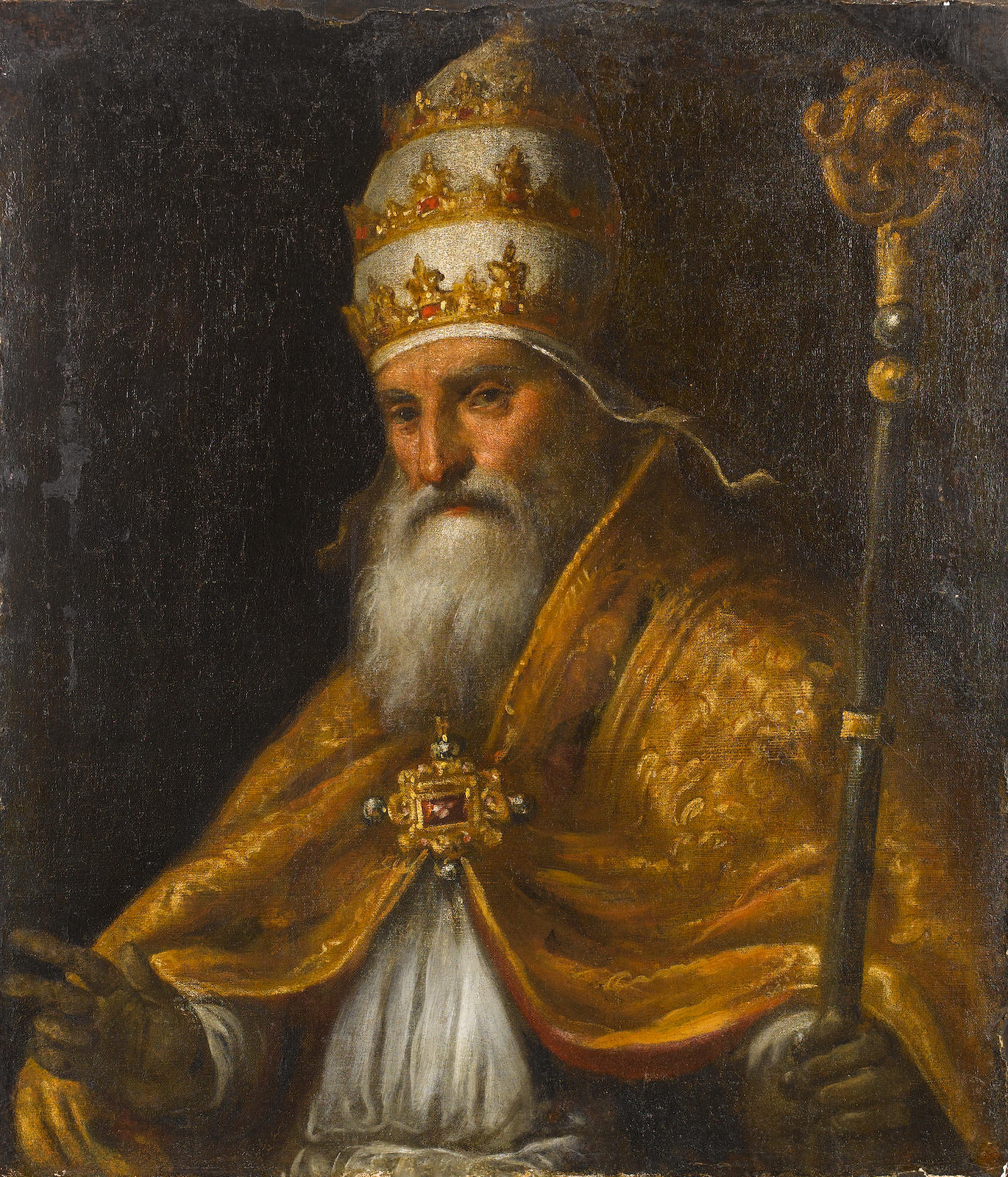
Jacopo Palma il Giovane, Ritratto di San Pio V, olio su tela

L'emblema dell'dell'Ordine dei frati predicatori: la Croce gigliata bianca e nera con il motto Laudare, Benedicere, Prædicare.

### Premesse
Mentre era ancora cardinale, il futuro papa Michele Ghislieri ebbe il desiderio di fondare un convento domenicano nel suo paese natale, Bosco Marengo. Si prodigò per l'acquisto di case e terreni nel centro del paese per proseguire con il suo intento.
Il 17 gennaio 1566, una volta salito al soglio pontificio - e con maggiori risorse a disposizione, riformulò il suo intento ampliandolo e disponendo l'edificazione del convento fuori dei confini di Bosco Marengo. È probabile che tale decisione venne adottata in seno ad un più ampio progetto di unificazione di Bosco Marengo e del paese limitrofo Frugarolo. In questo modo il convento sarebbe stato al centro di un nuovo nucleo urbano.

### Costruzione
Trascorsi appena quattro mesi dal conclave, il 9 maggio 1566, ci fu l'acquisizione dei terreni e, con la bolla Praeclarum quidem opus del 1 agosto 1566, cominciarono i lavori di costruzione che terminarono nell'ultimo decennio del XVI secolo. La chiesa del convento era inoltre destinata a divenire il sepolcro del papa. Progettata da Ignazio Danti, i lavori proseguirono sotto la direzione di Martino Longhi il vecchio. Il pontefice affida fin da subito l’apparato decorativo a Giorgio Vasari, che si dedica alla realizzazione di numerose opere tra cui una grandiosa macchina d’altare smantellata, poi, nel 1710.
San Pio V non poté vedere il compimento del suo progetto morendo prima del termine dei lavori. Dopo la sua morte si proseguì talvolta con risorse economiche minori che si possono notare nella minore sontuosità del primo piano del convento. Nonostante la struttura nel suo complesso presenti i caratteri originali tardorinascimentali, vi furono nel corso dei secoli costanti opere di ampliamento, di modifica e adattamento alle nuove destinazioni. Quando il cardinal nipote Michele Bonelli, dopo la morte di Pio V e di Vasari, si incarica di portare a termine i lavori, il cantiere viene completato con alcune scelte che si distaccheranno fortemente dallo stile iniziale.

### Nuovi interventi e chiusura
All’inizio del secolo successivo, nel 1712, nuovi interventi si intrecciano con le solenni celebrazioni per la canonizzazione di San Pio V. Santa Croce nel XVIII secolo diventa un famoso studio teologico e filosofico, ma la sua esistenza è messa a repentaglio dalle misure adottate dai francesi in materia di soppressione degli enti religiosi: un provvedimento del 1801 ne dispone la chiusura, assegnando la struttura al Comune di Bosco che divide gli spazi del convento tra veterani francesi ed ex-religiosi. Successivamente venne adibito a vari usi: magazzino, ospedale oftalmico militare e infine trasformato in riformatorio minorile nel 1894 e chiuso agli inizi degli anni novanta del Novecento.

### Ritorno dei padri Domenicani
I padri Domenicani ritornano al convento solo il 30 novembre del 1823, dopo ripetute richieste. Sotto la guida del vicario Giuseppe Velzi il monastero riprende vita e si apre il noviziato. Il convento rimane per parecchi anni al centro delle pagine più importanti della storia domenicana. Ospita, ad esempio, un gruppo di frati francesi che tentano di rifondare il loro Ordine in Francia dopo la rivoluzione del 1789.
I primi tentativi vengono fatti nel 1829 quando il vicario generale dell’Ordine, Tommaso Ancarani, scrive al vicario delle province di San Pietro Martire con l’obiettivo di ammettere al noviziato tre giovani francesi e inviarli in patria negli anni successivi. Il destinatario della missiva muore poco prima di riceverla e la missione fallisce. Il secondo tentativo si ha nel 1841 quando il padre Jean Baptiste Lacordaire, una delle figure di spicco per la restaurazione dei Domenicani in Francia, riunisce a Roma alcuni giovani desiderosi di entrare nell'Ordine, affidandone la formazione, in parte, proprio al monastero di Santa Croce. Nel 1842 questo gruppo di novizi riceve l'abito e negli anni successivi fonda la prima casa comunitaria a Nancy, ponendo la base per la ricostituzione di altri monasteri.

### La soppressione del convento
Nel 1860 il convento di Santa Croce viene soppresso e destinato, su ordine del Ministero della Guerra, a funzioni militari.

### Restauri
Nel XX secolo iniziano anche le prime operazioni di recupero. Tra i restauri più significativi, quello della facciata nel 1970, gli interventi di consolidamento di alcune statue nel 1975, e infine il cantiere del 1992 in cui viene restaurato, con fondi della Soprintendenza dei beni storici e architettonici, il mausoleo di papa Pio V.
All’inizio del nuovo millennio la chiesa è stata interessata da una importante campagna di restauri, che si è svolta dal 2000 al 2013 interessando la facciata, la navata, il transetto e le cappelle, riportando alla luce l’aspetto originale voluto dal pontefice.
Il complesso è stato sede del World Political Forum fondato nel 2002 da Michail Gorbačëv.

## La chiesa

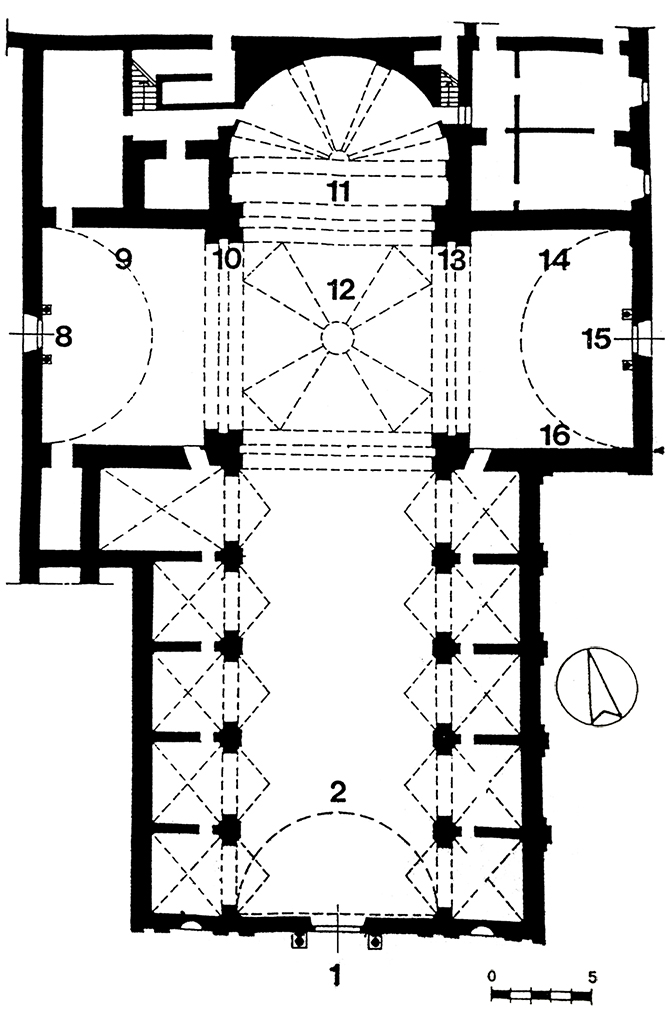
Pianta della Chiesa di Santa Croce

L’edificio della chiesa boschese è emblematico delle ideologie portate dalla riforma Tridentina. Sembra plausibile che il progetto della chiesa fosse stato ispirato almeno nelle sue linee essenziali da Pio V e direttamente concordato con lui.

### La facciata

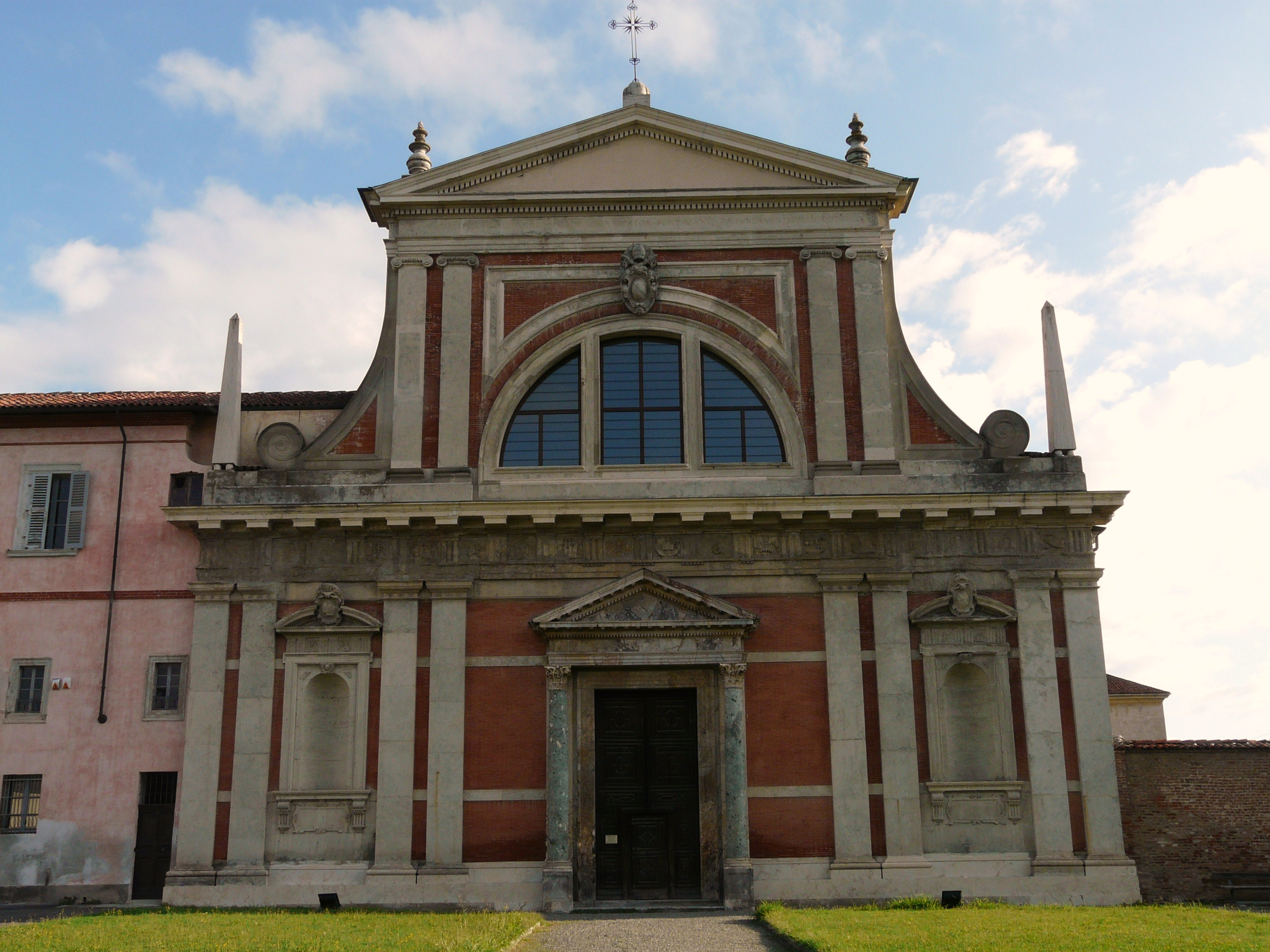
La facciata della Basilica

Unica nel suo genere sul territorio alessandrino, è in stile tosco-romanico e presenta in alto al centro lo stemma di papa Pio V, committente dell’opera, uno scudo a strisce rosse e oro posto davanti a due chiavi incrociate e sotto alla mitra papale, simbolo che si ritrova frequentemente anche all'interno dell'edificio. Sotto lo scudo, una finestra semicircolare, ai lati della quale sono impostate due coppie di paraste in stile dorico; agli estremi, due obelischi in pietra. Nella parte inferiore vi sono quattro coppie di paraste ioniche con due nicchie nel mezzo. Il portale centrale è marmoreo, di ispirazione classica, è costituito da due colonne in stile corinzio, un frontone triangolare e un portone in legno massiccio. La superficie di fondo è in laterizio e tutti gli elementi ornamentali sono in pietra. A indicare la separazione dei piani vi è un’alta architrave con fregio a metope e triglifi. 
Rispetto ad altri corpi dell'edificio, risultato di lavori in diverse epoche e con altalenanti risorse finanziarie, la facciata appare essere più organica e riflette una maggiore aderenza al progetto originario. Essa doveva essere già completata nel 1571.

### L'interno

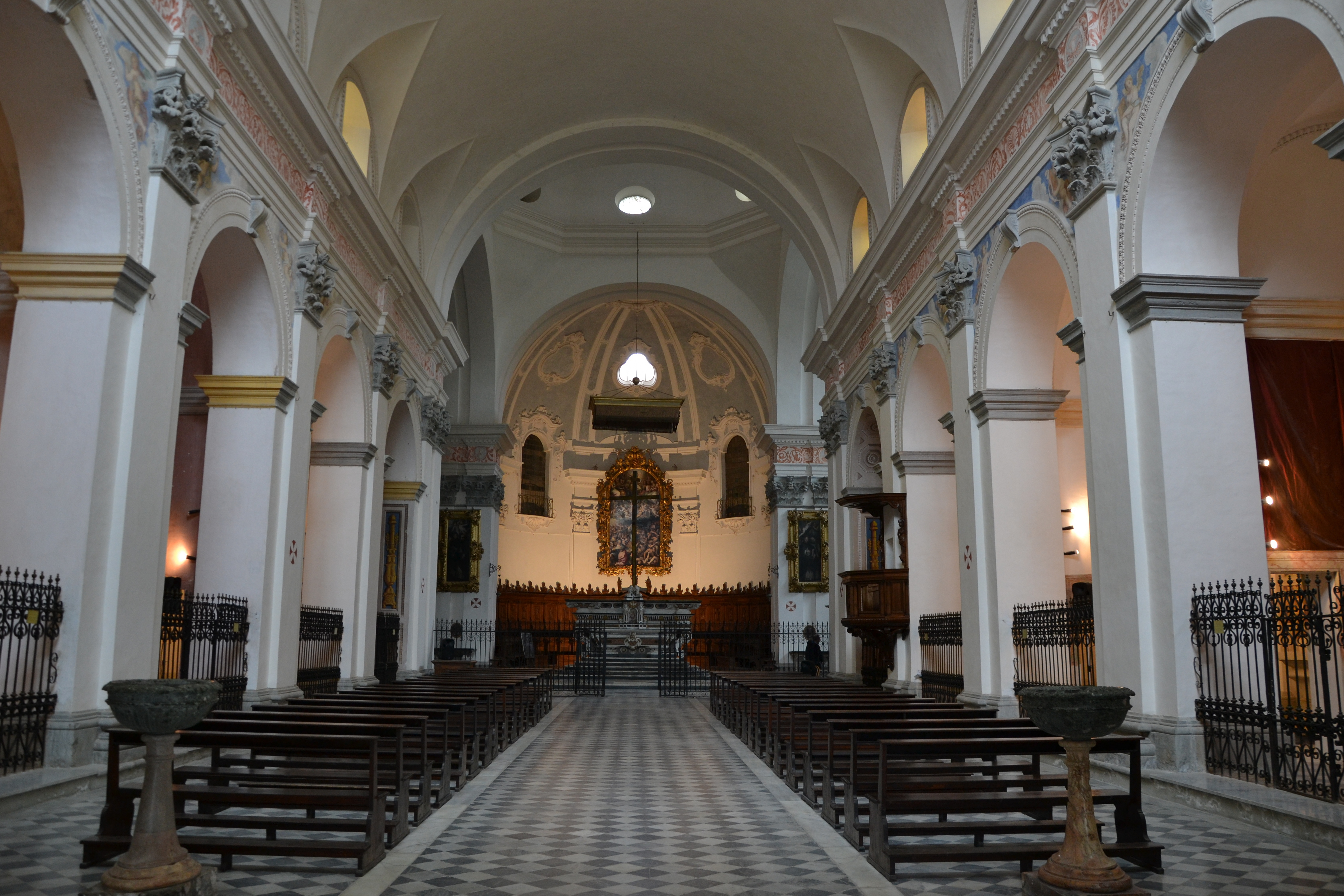
Navata centrale e, sullo sfondo, il presbiterio con l'altare maggiore

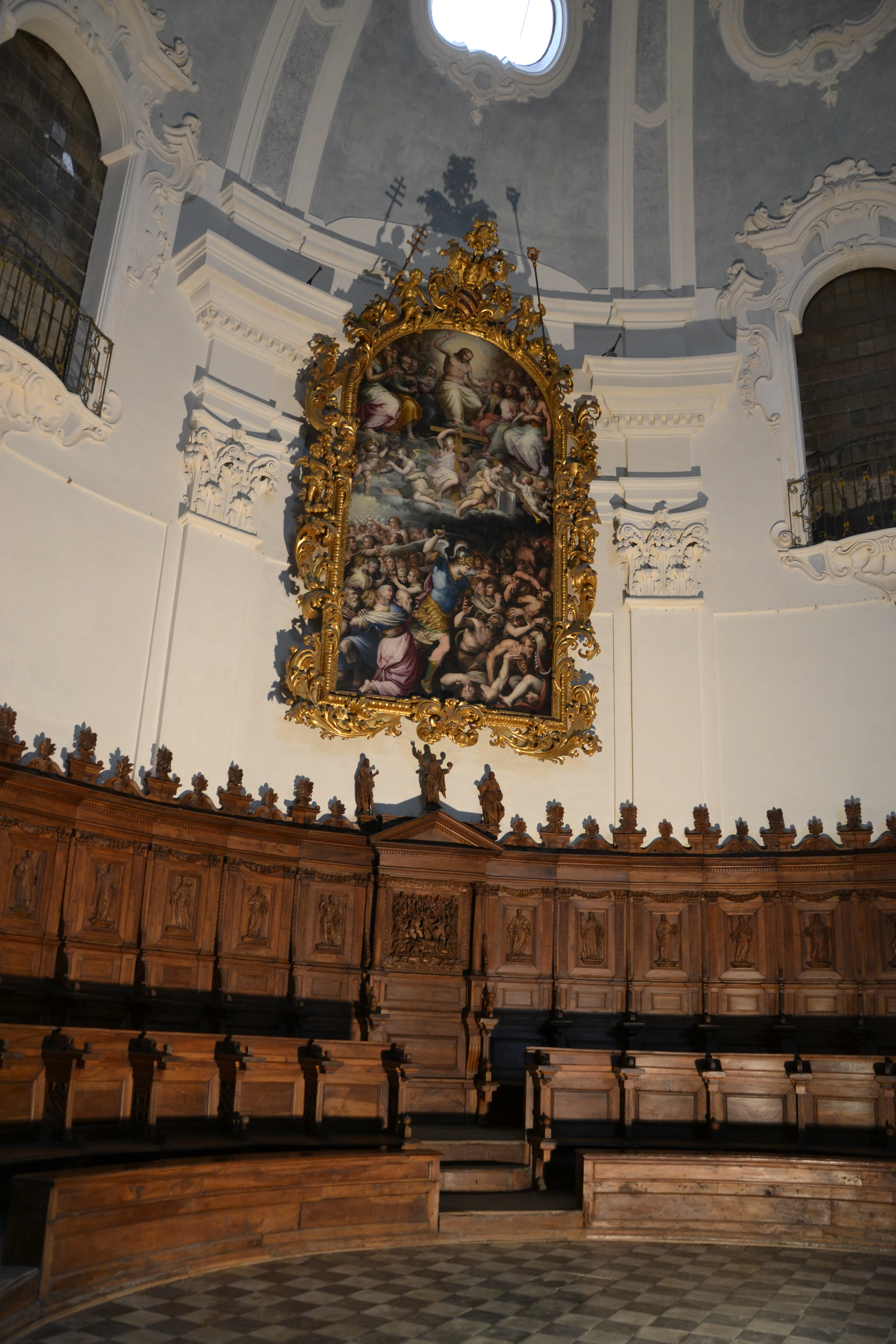
Particolare dell'abside e del coro ligneo

La pianta della chiesa è a croce latina con aula longitudinale allungata e transetto. Di gusto tardo-rinascimentale, possiede su ogni lato cinque cappelle comunicanti tra loro, in principio tutte di forma e di dimensione uguale, che affiancano la grande navata centrale. I bracci del transetto furono mantenuti ampi quanto la nave, ma si ridusse la campata presbiteriale per allargare l’abside semicircolare, nello stile dell’epoca. Infine, lo spazio sotto la cupola all’incrocio dei bracci fu destinato a presbiterio per collocarvi la macchina lignea progettata da Giorgio Vasari.
L’interno della chiesa è spazioso e luminoso. La serie di pilastri che accompagnano i fianchi della navata e dividono le cappelle, presenta alte paraste corinzie; queste ultime sono collegate da una trabeazione continua, sulla quale vi è una volta a botte a pieno centro tagliata sul punto delle lunette che ospitano le finestre. All’incrocio dei bracci vi sono quattro pilastri con coppie di paraste analoghe che sostengono gli arconi della cupola di base ottagonale.
A causa di incongruenze morfologiche il progetto originario è stato modificato, si spiegano così la mancanza dell’attico e l’insolita assenza del tamburo nella cupola. La costruzione di questa cupola ottagonale viene iniziata nel 1591 quando le disponibilità finanziarie erano ridotte. 
Nel registro superiore cappelle laterali troviamo la sola elevazione della navata. La superficie inferiore è divisa da paraste doriche in tre specchiature: quella centrale è caratterizzata da un portale marmoreo classicheggiante, mentre nelle specchiature laterali vi è una nicchia per parte con un fastigio curvilineo al di sopra. La separazione dei piani è sottolineata da un architrave con fregio a metope e triglifi, delimitato da coppie di paraste ioniche e terminato all’estremità da raccordi a voluta, affiancati da obelischi; esso presenta un’ampia finestra semicircolare sormontata dallo stemma del pontefice.
La chiesa di Santa Croce è sicuramente un unicum nella produzione architettonica locale, ma può essere facilmente accomunata ad un gruppo di chiese romane risalenti alla metà del XVI secolo e riconducibili alla lezione sangallesca: infatti, presenta una notevole somiglianza nella facciata con la chiesa carmelitana di Santa Maria in Traspontina.
Anche un disegno conservato nella Biblioteca Marucelliana, assegnato alla fabbrica di Santa Maria dell’Orto in Trastevere, richiama il prospetto di Santa Croce. Secondo il primo storico della chiesa, Giovanni Della Valle, il pontefice affidò il progetto del convento al perugino Ignazio Danti, eminente matematico, cosmografo e geografo e frate domenicano, prima al servizio dei Medici e poi di papa Gregorio XIII. Tuttavia, una più attenta indagine ha portato all’ipotesi che il progettista del convento di Bosco sia il fiorentino Giovanni Lippi, detto Nanni di Baccio Bigio, che proprio in quegli anni era al servizio del pontefice. Ma dal 1568 anche Martino Longhi prese parte al cantiere del convento. Abbiamo notizie della sua presenza a Bosco a partire dal 1569. Probabilmente Longhi si occupò del cantiere quando ormai la costruzione era ampiamente avviata e la chiesa quasi terminata. Se veramente ci fu un suo contributo al progetto, esso riguardò soltanto interventi sulle decorazioni e la risoluzione di alcuni problemi edilizi. Abitualmente gli viene attribuito il portale della biblioteca.

### Gli apparati decorativi

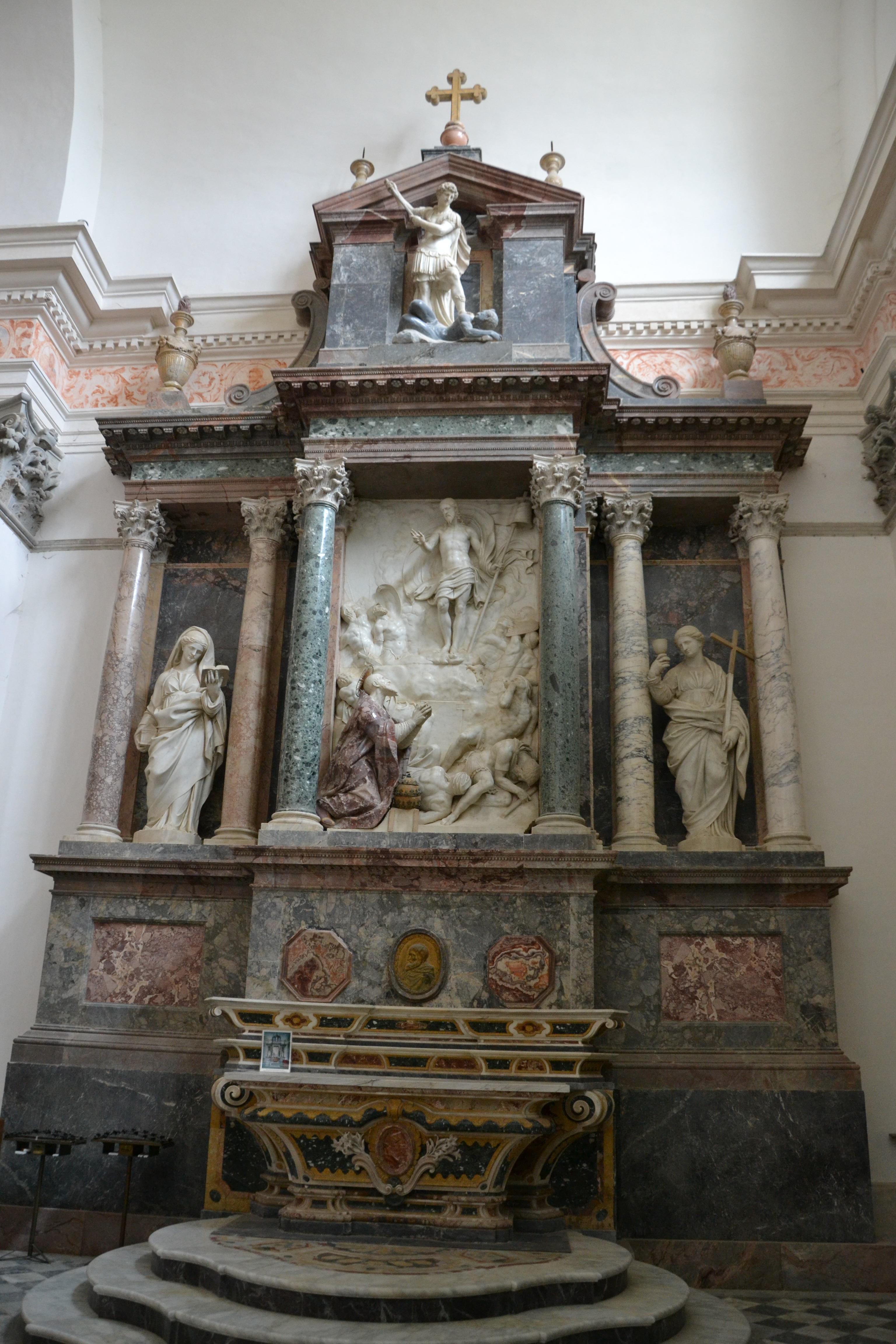
Cenotafio di San Pio V

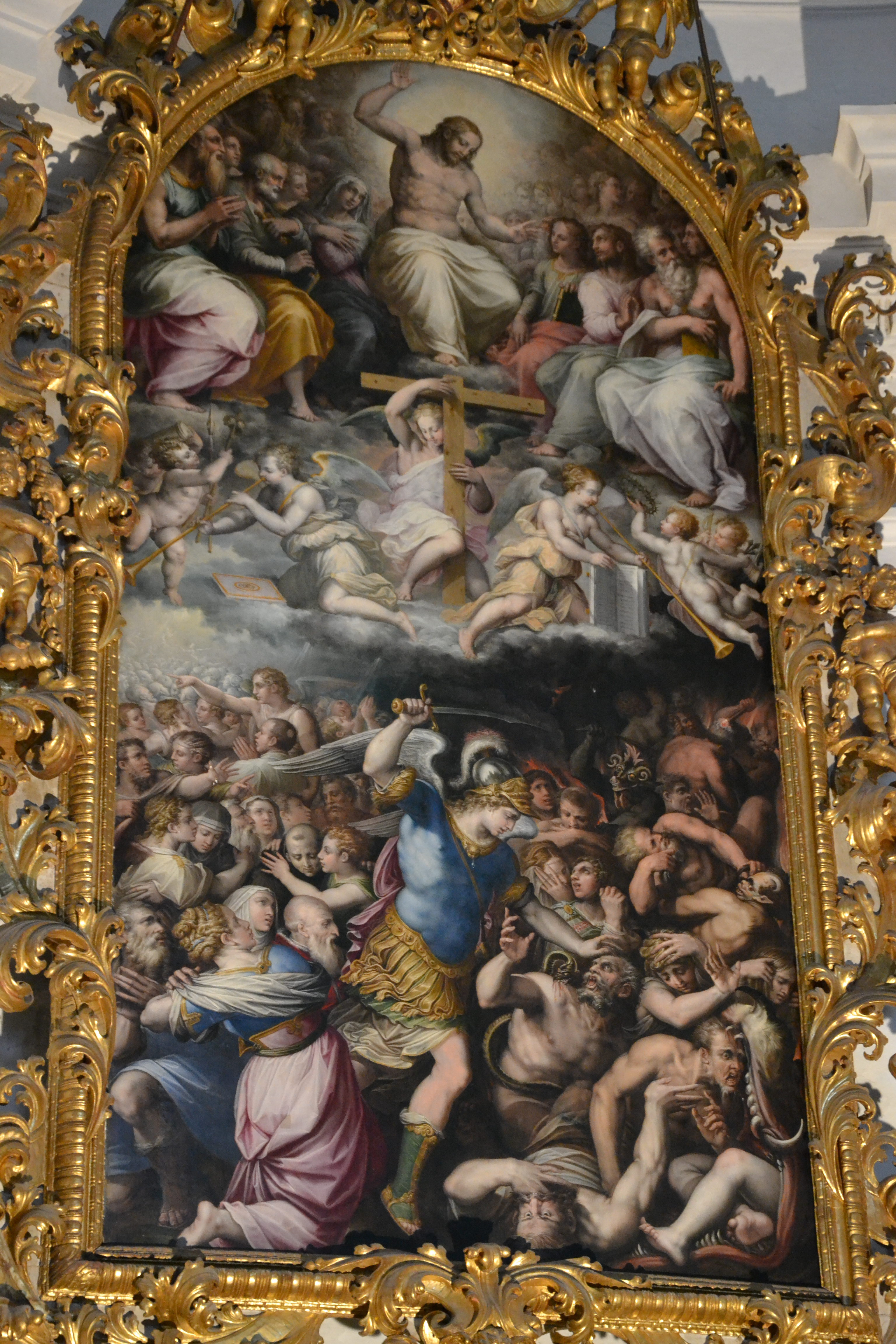
Giudizio Universale, Giorgio Vasari. In precedenza inserita nel fronte della Macchina vasariana

Nonostante le distruzioni e le spoliazioni subite nel corso dei secoli, il complesso ancora conserva pregevoli opere: Giudizio universale di Giorgio Vasari, originariamente pala della "Macchina vasariana"; Adorazione dei Magi sempre del Vasari; un prezioso coro ligneo del XVI secolo intagliato da Angelo Marini, raffiguranti numerosi santi; il mausoleo di Pio V.
Entrando, è presente una coppia di acquasantiere, databile al 1570, con la tazza in marmo verde antico e decorata internamente con animali acquatici.
Come descritto in precedenza, a costeggiare la navata centrale vi sono due file di cinque cappelle per parte: le prime tre cappelle della navata destra conservano l’originario assetto cinquecentesco con ancone in stucco e legno policromo ad inquadrare i dipinti: Il Battesimo di Costantino (non di San Paolo) riferita anche a Scipione Pulzone, è collocabile sul finire degli anni sessanta del Cinquecento ed attribuibile al fiorentino Stefano Pieri, collaboratore del Vasari, del quale sono tipiche le figure allungate e dinoccolate rese con colori luminosi. Agli altri altari sono Il Miracolo di Sant’Antonino e lo Sposalizio mistico di Santa Caterina, opere di un pittore attivo a Roma tra 1575 e 1580.
Molto importante è la Cappella del Rosario, nella quale è presente la pala dipinta da Grazio Cossali che raffigura la Vergine tra i santi Domenico e Caterina da Siena, venerata dal Cardinal Bonelli, da Pio V, da Filippo II e dal Doge Mocenigo, protagonisti della battaglia di Lepanto del 1571, dal forte messaggio politico e ideologico. Di grande qualità è inoltre l’architettura intagliata e dorata della fastosa macchina d’altare, opera dell’artista tedesco Stefano Vil.
Tra gli altri spazi sacri, la Cappella delle Reliquie e dei Reliquiari, la Cappella che contiene l’Adorazione dei Magi, di Giorgio Vasari, nonché le due con opere di Guglielmo Caccia, detto il Moncalvo: La Vergine appare a san Giacinto e Gesù Crocifisso parla a san Tommaso d’Aquino.
Nel braccio del transetto, contro la parete di fondo, è innalzato il mausoleo di Pio V, realizzato con marmi rari e policromi, delimitato da colonne e statue, realizzate da Giovanni Antonio Buzzi di Viggiù nel 1571; vi è uno slanciato coronamento a edicola con candelabri e vasi ornamentali. Il rilievo centrale rappresenta Pio V genuflesso ai piedi del Cristo risorgente. L’apparato del mausoleo comprendeva anche una grande tavola marmorea e una vasca in breccia africana. Appoggiato alla parete opposta c’è il sarcofago marmoreo con la sua epigrafe originaria sul basamento.
Un altro repertorio figurativo di edificazione morale e spirituale, oltre che manifesto ideologico di grande chiarezza, è il coro ligneo opera degli scultori Giovanni Gargiolli e Angelo Marini. Ciascuno dei 32 dossali reca l’immagine di un santo o di un personaggio della storia sacra.
La chiesa ha subito moltissime modifiche nel corso degli anni: i cambiamenti maggiori sono stati apportati a seguito della beatificazione di Pio V da parte di Papa Clemente X nel 1672 per omaggiare le figure dell’Ordine domenicano e il fondatore della suddetta chiesa. Un dettaglio evidente che è stato aggiunto è il motivo decorativo rosso che percorre la parte alta della chiesa. Ulteriori modifiche sono state apportate nel 1712, anno di santificazione di Pio V. Tutta l’edificio è pervaso da un forte messaggio narrativo, formativo e celebrativo voluto dal papa in persona.

#### I corali miniati
I corali miniati sono un insieme di codici manoscritti per il canto gregoriano intonato dai monaci durante i riti liturgici che accompagnano la vita conventuale, commissionati da Papa Pio V per il complesso di Santa Croce di Bosco. Documento fondamentale della pittura libraria del Cinquecento italiano, le miniature di Bosco sono importanti anche perché riflettono gli orientamenti culturali nati dal Concilio di Trento. L’iconografia predilige immagini di Gesù, della Vergine, degli Apostoli, degli Evangelisti o dei Domenicani e forniva ai fedeli modelli etici, culturali e teologici.
Si trattava in origine di 34 codici, prezioso esempio di miniatura cinquecentesca: attualmente 31 di questi, in ottime condizioni tranne uno cui è stata asportata gran parte della decorazione, sono conservati presso il Museo Civico di Alessandria, cui furono donati ufficialmente nel 1896. Uno soltanto rimase fuori dalla donazione e fu acquistato nel 1996 da Regione Piemonte, Comune di Alessandria e Provincia di Alessandria insieme alla Fondazione Cassa di Risparmio di Alessandria, dalla collezione Eredi Sola di Milano. 
Altri due volumi sono invece di proprietà dell'Ordine dei frati predicatori, mentre il trentaquattresimo è andato perduto. Le speranza che possa essere reperito, perlomeno parzialmente, è stata riaccesa dalla comparsa di un foglio con tanto di iniziale istoriata in un'asta di antiquariato del 1986.
L’aspetto storicamente e culturalmente più significativo è costituito dall’iconografia delle iniziali istoriate che da un lato, ritraendo i frati intenti nel canto, esprime la finalità stessa dei codici, dall’altro intende trasmettere i contenuti storico-teologici alla base della loro formazione attraverso sequenze narrative che riprendono episodi significativi della vita di Cristo, accuratamente selezionati secondo i dettami della Chiesa della Controriforma, da poco definiti con rigore dogmatico nell'ambito del Concilio di Trento.
Le intricate vicissitudini e l'alone di mistero che circonda la realizzazione di questi volumi rappresentano uno dei loro motivi di fascino, accanto al pregio artistico: è risaputo per certo che l’acquisto della cartapecora, supporto su cui sono stati manoscritti i codici, è documentato nell’aprile 1567 sotto diretta committenza papale e che la realizzazione dei codici è avvenuta a Roma.
L'identificazione degli artisti che realizzarono effettivamente i codici è invece assai più problematica: è attestato il coinvolgimento di padre Benedetto da Bergamo, monaco di Vallombrosa, calligrafo e miniatore attivo a Roma in quegli anni, cui probabilmente Pio V aveva affidato in prima persona la commissione dell'opera e che sicuramente realizzò alcune miniature, data la somiglianza riscontrata dagli esperti con i corali di Pavia e il soprattutto con il Graduale romanum, a lui attribuito con certezza. Tuttavia la realizzazione dei singoli fogli non è da attribuirsi al medesimo soggetto, come dimostrato dalle eterogenee influenze artistiche rintracciate dagli esperti: da un lato, lo stile fiammingo di Bartholomäus Spranger, dall’altro quello della bottega di Giulio Clovio, definito dal Vasari “un piccolo e nuovo Michelagnolo”, celebre miniaturista esponente del Manierismo, che appunto riprende fedelmente lo stile rinascimentale. È poi largamente presente l'influenza lombarda, più tradizionalista, nelle miniature realizzate dallo stesso Benedetto da Bergamo e da Raffaello da Cremona, la cui firma compare su un ritaglio ricondotto recentemente ai corali di Bosco.
Nel 2019 è stata approvata l'iniziativa del Comune di Alessandria di digitalizzare i contenuti dei corali conservati presso il Museo Civico di Alessandria, i 34 originali più alcune copie.

#### La macchina vasariana

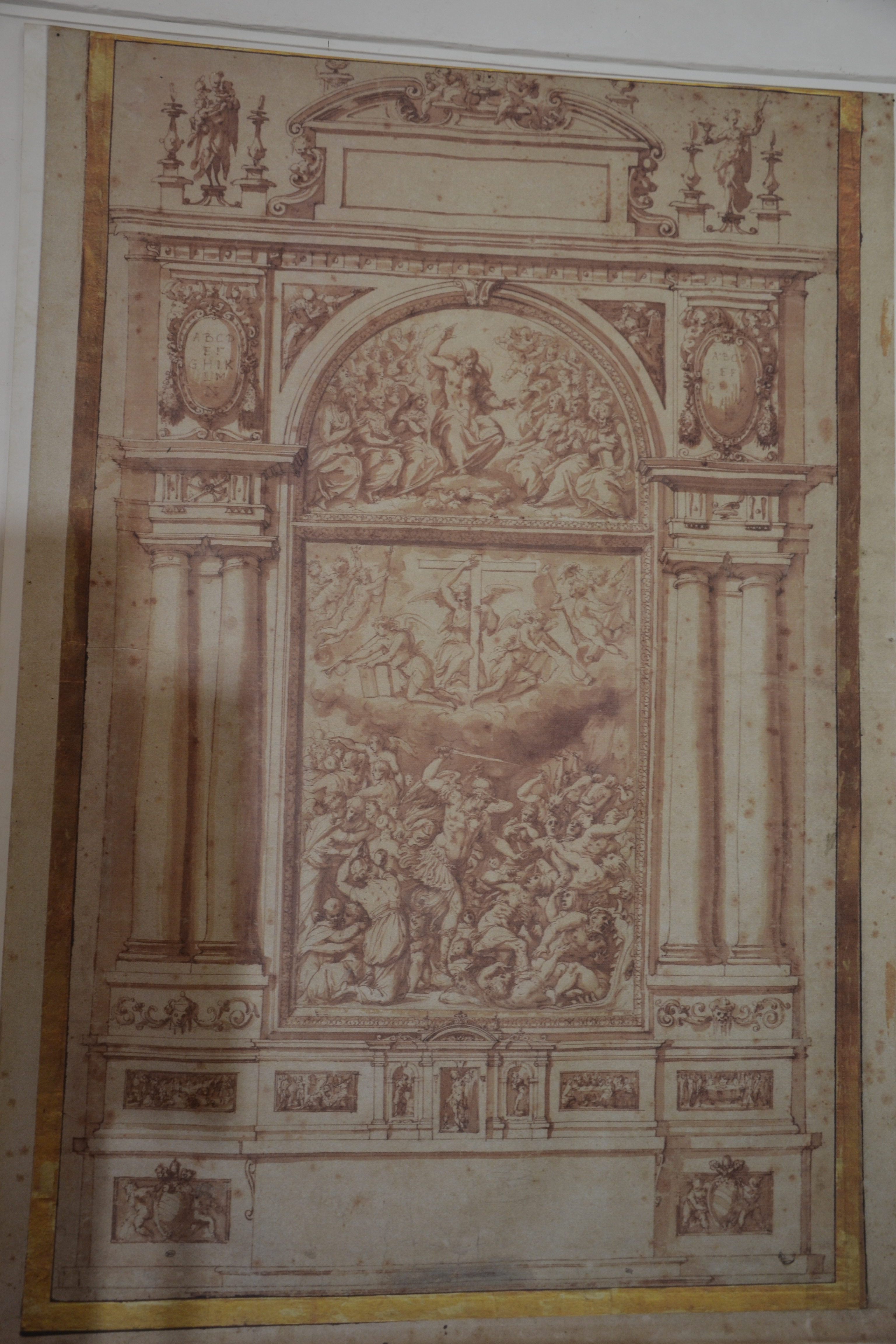
Disegno della Macchina vasariana

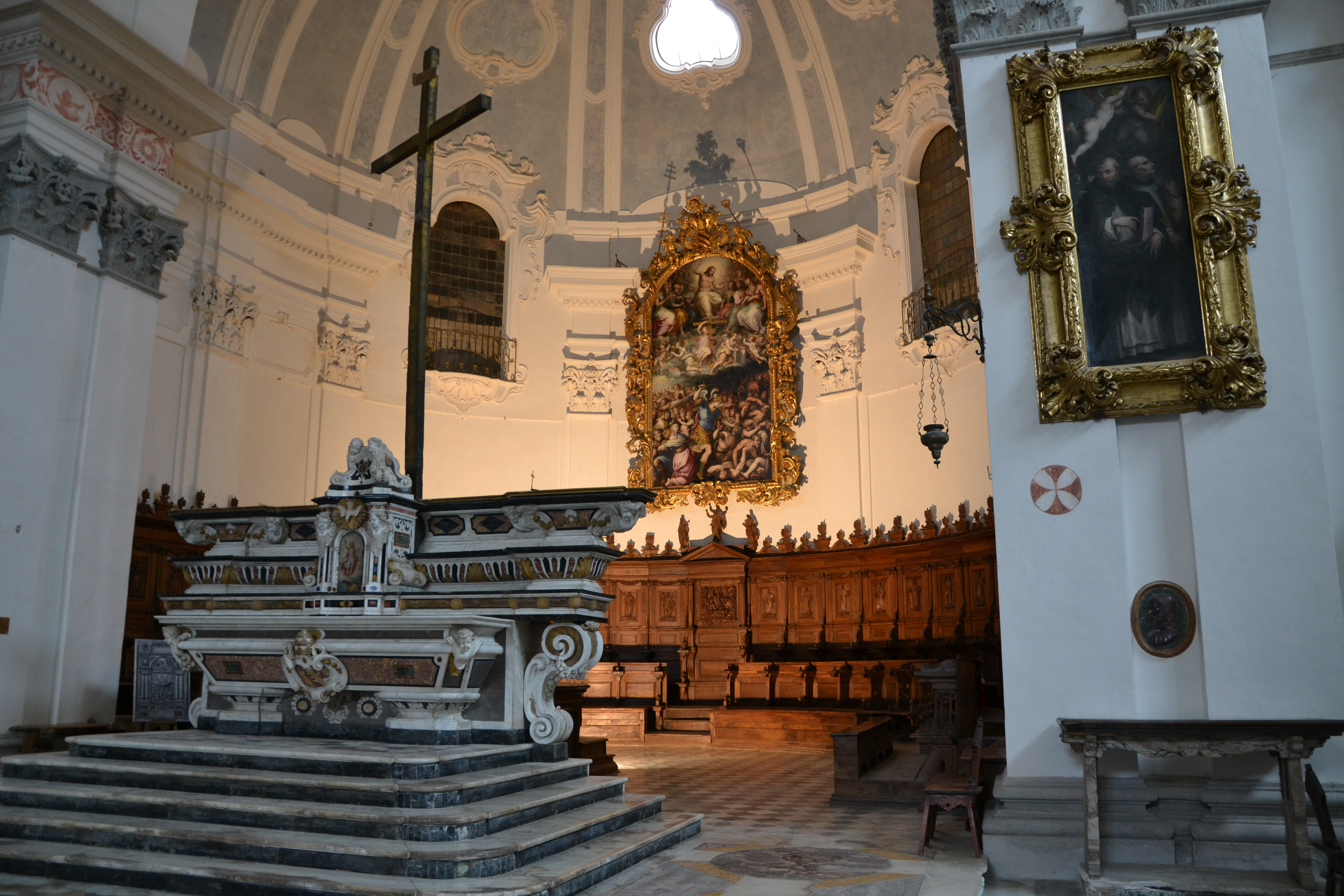
Altare maggiore e coro ligneo. Particolare

In origine, la chiesa di Santa Croce era stata dotata di un'imponente Macchina d'altare lignea ideata da Giorgio Vasari, la cui struttura architettonica venne poi smembrata attorno al 1710 – e andò in seguito in parte dispersa – in occasione della posa in opera del nuovo altare marmoreo, mentre buona parte delle tavole che l’ornavano, dipinte dall’Aretino e dalla sua bottega, si conservano ancora all’interno del tempio, appese alle pareti del transetto e del coro, oppure conservate nel Museo Vasariano.
Tuttavia, la struttura dell’altare può essere restituita attendibilmente grazie ad alcuni spunti documentali, storici ed iconografici. A giudicare dalle allusioni del Vasari, la macchina d’altare avrebbe dovuto essere formata da una struttura prismatica a base rettangolare, arricchita di risalti e membrature architettoniche, nelle cui campiture fossero inserite le ancone, corrispondenti ai due prospetti principali provvisti di altrettante mense.
Quando si trovava ancora a Roma, Vasari aveva mostrato un primo abbozzo della macchina, che avrebbe incontrato il favore del pontefice, secondo quanto egli stesso avvertiva in altre lettere. Rientrò in seguito a Firenze per predisporre disegni preparatori ed avviare l’esecuzione dei dipinti. Una volta definito il progetto, si trattò di scegliere un adeguato falegname e tagliatore da inviare direttamente a Bosco Marengo per la sua realizzazione. Dopo alcuni tentativi insoddisfacenti, fu chiamato il maestro toscano Giovanni Gargiolli. Mentre questi si occupava della macchina lignea, Vasari a Firenze doveva procedere all’esecuzione delle diverse tavole che ne avrebbero formato il ricco corredo pittorico.
Tutto il ciclo relativo alla macchina venne completato entro l’estate del 1569 come doveva testimoniare il Vasari stesso nelle sue Ricordanze, riportando nella circostanza dati molto interessanti sulla disposizione delle tavole, dei soggetti e dei dipinti.
Anche il Gargiolli in quella data doveva aver terminato la struttura lignea dell’altare, ciò di cui il Vasari era probabilmente avvertito, viste le sue insistenze per mandare a Bosco i due indoratori per l’ancona. All’inizio del luglio del 1570, le tavole vennero imballate e trasportate a Pisa e successivamente a Genova.
Tra i fianchi della macchina e i pilastroni laterali si formavano due passaggi larghi 2,30 metri circa, schermati da altrettante porte lignee. La larghezza del fronte doveva risultare di circa 6,40 metri, quella della mensa di poco più di 3,50 metri e i risalti laterali dei basamenti delle semicolonne abbinate di 1,36 metri ciascuno. La struttura era rialzata di 3 gradini rispetto al livello del presbiterio e doveva misurare in altezza circa 9,10 metri alla cornice di coronamento e poco più di 10,50 metri fino al colmo del fastigio dell’attico.
La bolla papale di erezione del convento domenicano di Bosco Marengo venne emanata il 1º agosto 1566. Michele Ghisleri così, da poco sul trono di San Pietro, dava “più ampie e magnifiche proporzioni” e nuovo ed esemplare respiro a un progetto di valorizzazione del borgo natale che aveva già accarezzato e tentato di avviare in veste di cardinale. La chiesa viene immaginata come uno scrigno prezioso, incastonato di opere realizzate dai più rinomati artisti del tempo, specchio sacro della divinità, in contrasto con la povertà degli ambienti e della vita monastici. In questa logica, Pio V affidó a Vasari un dipinto destinato alla chiesa del convento. 
Il 12 luglio Vasari mandò a Firenze uno “schizzo”, il quale era stato sottoposto al giudizio del Papa. Il 18 agosto, fornendo anche indicazioni non prive di interesse sul suo metodo di lavoro, Vasari comunicava di aver finito di disegnare “la taula del Papa”. Il 25 gennaio dell’anno successivo il pittore annunciò che il dipinto sarebbe stato ultimato entro 8 giorni e quindi subito spedito a Roma dove il Papa attendeva Vasari per alcune “cosette”. Proprio queste si rivelarono poi essere il nuovo grande altare maggiore per la chiesa di Santa Croce, il più monumentale altare realizzato da Vasari nella sua lunga carriera.
Mentre la tavola col Giudizio finale si trova ancora sull’altar maggiore, la pala col Martirio di San Pietro da Verona, restaurata, è visibile nel Museo Vasariano.

## Il convento

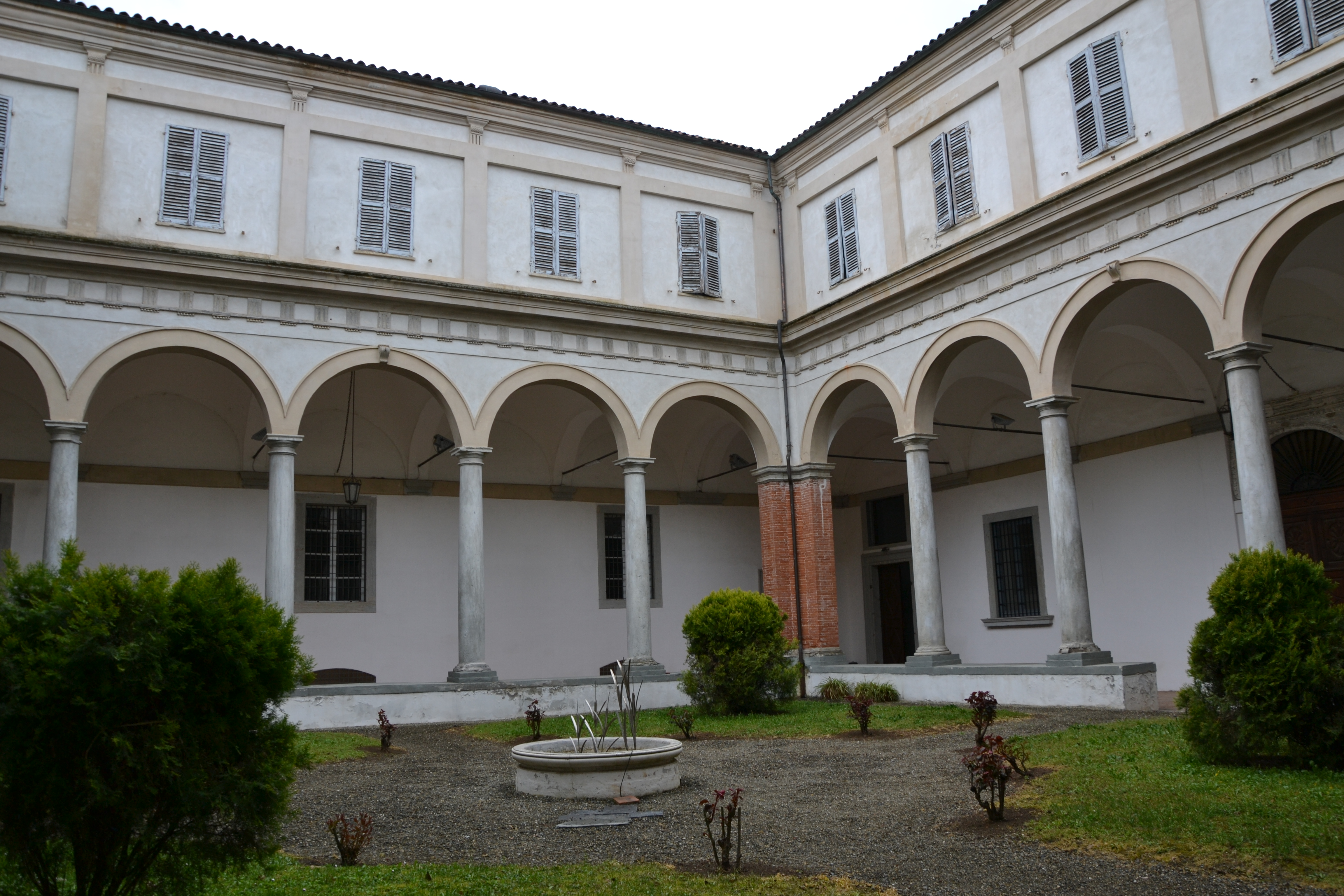
Chiostro piccolo

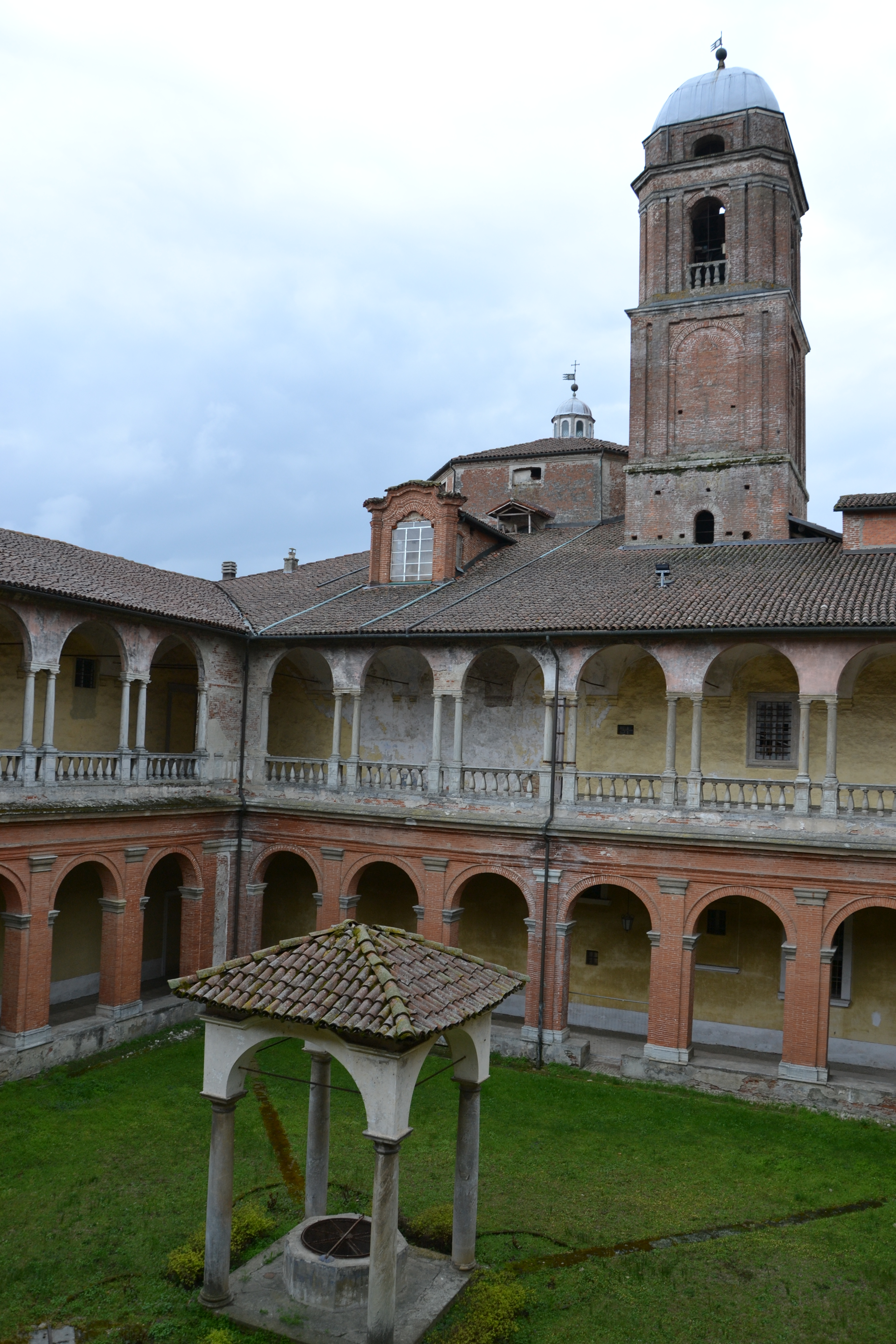
Chiostro grande o della Cisterna

Due sono le fabbriche conventuali, si estendono una a nord ed una a ovest della chiesa, formando con essa un vasto rettangolo: il convento è organizzato in tre parti: il chiostro piccolo, gli spazi coperti e il chiostro grande. Per la maggior parte doveva già essere completato alla morte del papa.